# Princip
Princip, ett påstående som visat sig allmängiltigt, eller som någon eftersträvar att följa.
Principer finns inom flera olika vetenskaper.
Ordet används dels om grundfenomen, som verkligen tycks grundläggande så som ordet utsäger, exempelvis Paulis uteslutningsprincip, dels om samband som kan ges en kortfattad och därmed enkel formulering, exempelvis Arkimedes princip, men utan att därför vara grundläggande till sin förklaringsmässiga natur. Den senare typen av samband är ibland empiriskt funna och kan ibland vara mindre exakta än lagar, men både lag och 'princip' betyder i grunden (i princip!) samma sak.

## Några principer
- Antikustprincipen (påverkade järnvägslinjers sträckning, tillämpad under 1800-talet)
- Arkimedes princip (fysik)
- Bastubadarprincipen (juridik)
- Försiktighetsprincipen (juridik)
- Kugghjulsprincip eller Blixtlåsprincip (regel i vägtrafiken)
- Rättsprincip eller Juridisk princip
- Rättsstatsprinciper eller Rättsstatens principer eller Rättsstatliga principer
- Principen om fri rörlighet (rättsprincip inom EU)
- Principen om fri bevisföring och Principen om fri bevisvärdering (rättsprinciper i Sverige och andra länder)
- Instansordningsprincip (rättsprincip i Sverige och andra länder)